# Marion Woodman
Marion Woodman (née Marion Jean Boa le 15 août 1928 et morte le 9 juillet 2018) est une poétesse, écrivaine, et psychologue canadienne. En 2012, elle est listée par le magazine Mind Body Spirit comme étant l'une des 100 personnes les plus influentes sur le plan spirituel. Elle s'est intéressée, notamment, aux théories des rêves de Carl Gustav Jung,,.

## Biographie
Marion Jean Boa naît le 15 août 1928 à London (Ontario). Elle est l'aînée des trois enfants de Ila (née Phinn) et de Andrew Boa, un pasteur.
Elle fait des études en littérature anglaise à l'Université de Western Ontario,, et enseigne l'anglais au secondaire durant plus de vingt ans. Souffrant d'anorexie, elle prend un congé sabatique et part en voyage avec son mari, professeur, d'abord en Inde, puis en Angleterre, où elle s'intéresse aux théories du psychanalyste Carl Gustav Jung. Elle commence une psychanalyse avec E. A. Bennet, un collègue anglais de Carl Jung. Ce qui l'amène à étudier la psychologie à l'Institut C. G. Jung de Zürich, en Suisse.
En 1982, elle écrit un livre de psychologie analytique intitulé Addiction to Perfection, publié par Inner City Books, la nouvelle maison d'édition fondée par son collègue Daryl Sharp.
Elle continue à étudier le sujet de la psychologie féminine (en), focalisant son travail sur le psyché et le soma,. Elle a aussi fait des conférences à l'étranger. Elle a écrit des livres en collaboration avec Thomas Moore, Jill Mellick, et Robert Bly, poète et figure du mouvement masculin mythopoïétique.
La collection de ses conférences audio et audiovisuelles, de ses correspondances et de ses manuscrits est conservée au Pacifica Graduate Institute, OPUS Archives and Research Center, à Santa Barbara, en Californie.

## Vie personnelle
Son mari Ross Woodman était professeur à l'Université de Western Ontario. Il est l'auteur de The Apocalyptic Vision in the Poetry of Shelley et de Sanity, Madness, Transformation: The Psyche in Romanticism, tous deux publiés par l'University of Toronto Press. Ross Woodman est décédé à leur domicile de London, en Ontario, le 20 mars 2014.
Ses frères cadets étaient l'acteur Bruce Boa et l'analyste jungien Fraser Boa, tous deux décédés avant elle.
En novembre 1993, Woodman a été diagnostiquée d'un cancer de l'utérus. Elle a documenté ses deux années de traitement contre le cancer dans un journal, qui a ensuite été publié sous le titre Bone: Dying into Life. Elle est décédée à son domicile de London, le 9 juillet 2018, à l'âge de 89 ans.[4]